# Церковь Святого Спаса (Призрен)
Церковь Святого Спаса в Призрене возведена около 1330 года и расположена в юго-западной части города. В 1990 году она была включена в список памятников культуры Сербии исключительного значения. 

## История
Расположена на небольшом плато, ниже крепости, которая поднимается над городом, в районе, который когда-то был сербским кварталом. 
Церковь построена Младеном Владоевичем около 1330 года.
Самый старый слой фресок, датированный примерно в 1335 годом, находится в алтаре. Их автор принадлежит той же мастерской, которая расписывала и церковь святого Николая.
Во время османского периода, церковь запустела и использовалась некоторое время в качестве конюшни. С середины XVIII века церковь получили арумыны из Воскопоя. С 1836 года начинается большая реконструкция и расширение церкви, которые никогда не были завершены. В середине XIX века церковь пострадала в огне. Цвета фресок изменили тональность.
Реставрационные работы проходили в период с 1953 года по 1963 год.
Албанские экстремисты подожгли и сильно повредили церковь во время мартовских беспорядков 2004 года, при том, что перед самой церковью находился бункер немецких представителей KFOR.
В 2010 году, благодаря зарубежным пожертвованиям, фрески были законсервированы и отреставрированы в той мере, в какой это позволило их состояние.
С сентября 2013 года исчезли входная дверь церкви и ворота.

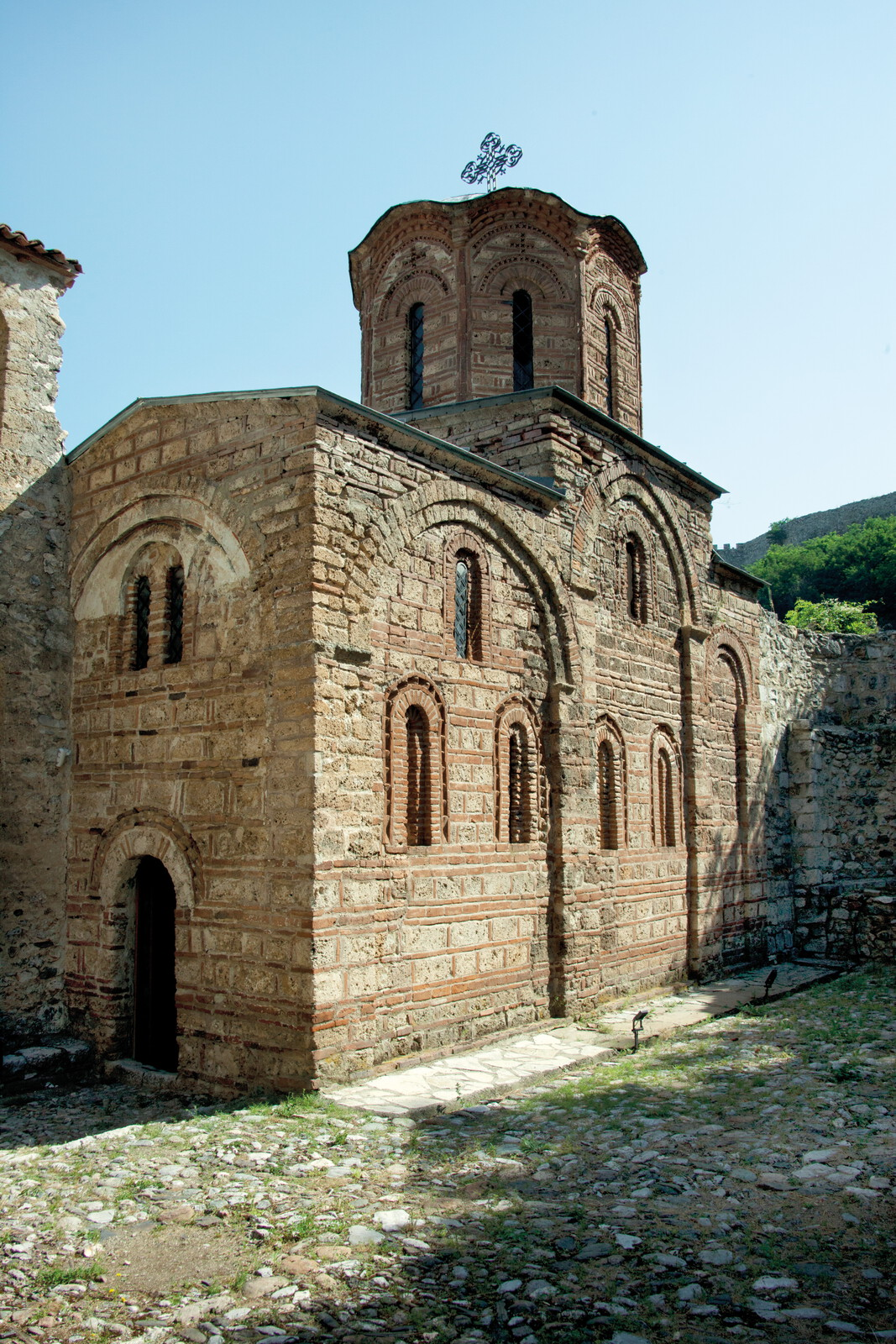
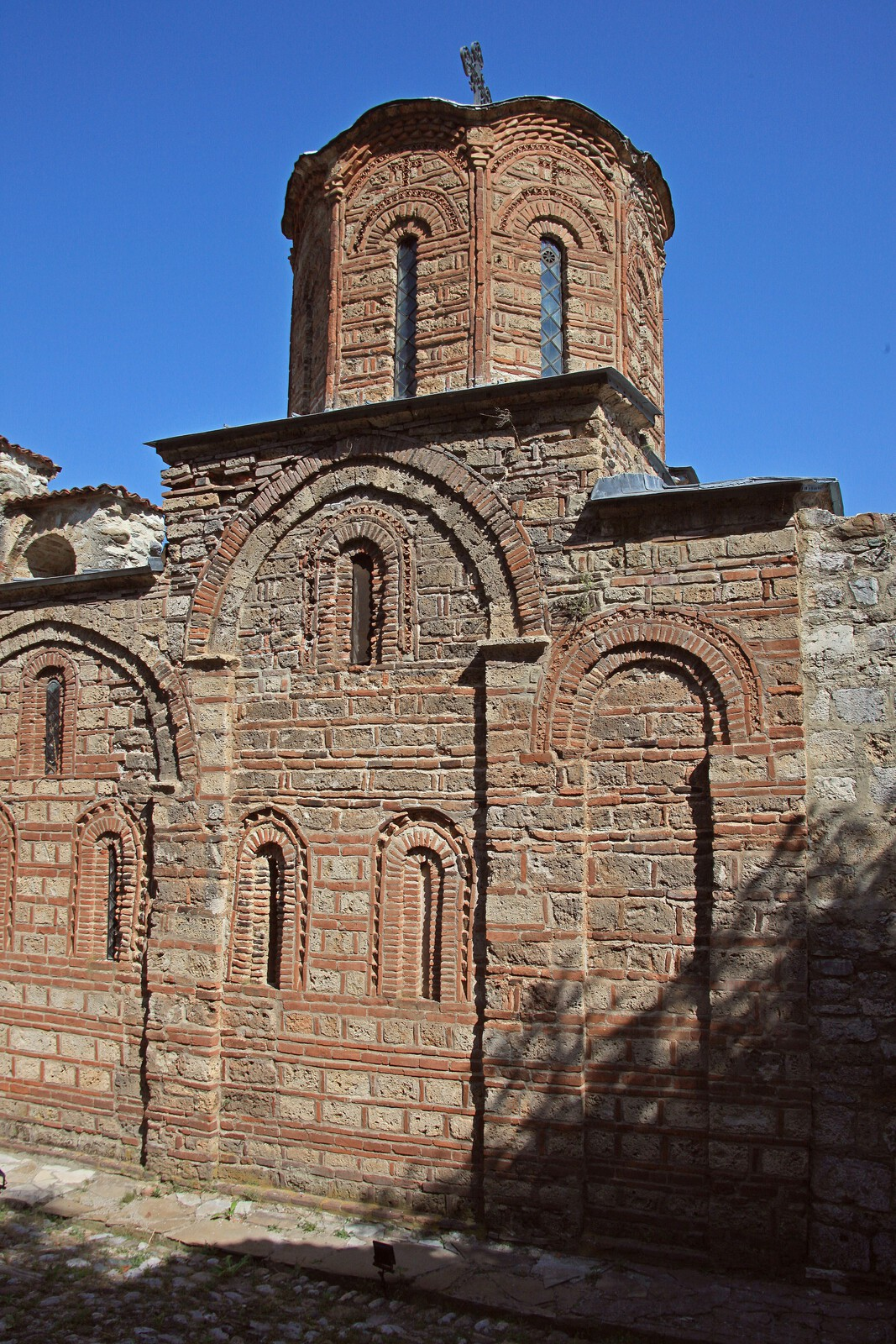
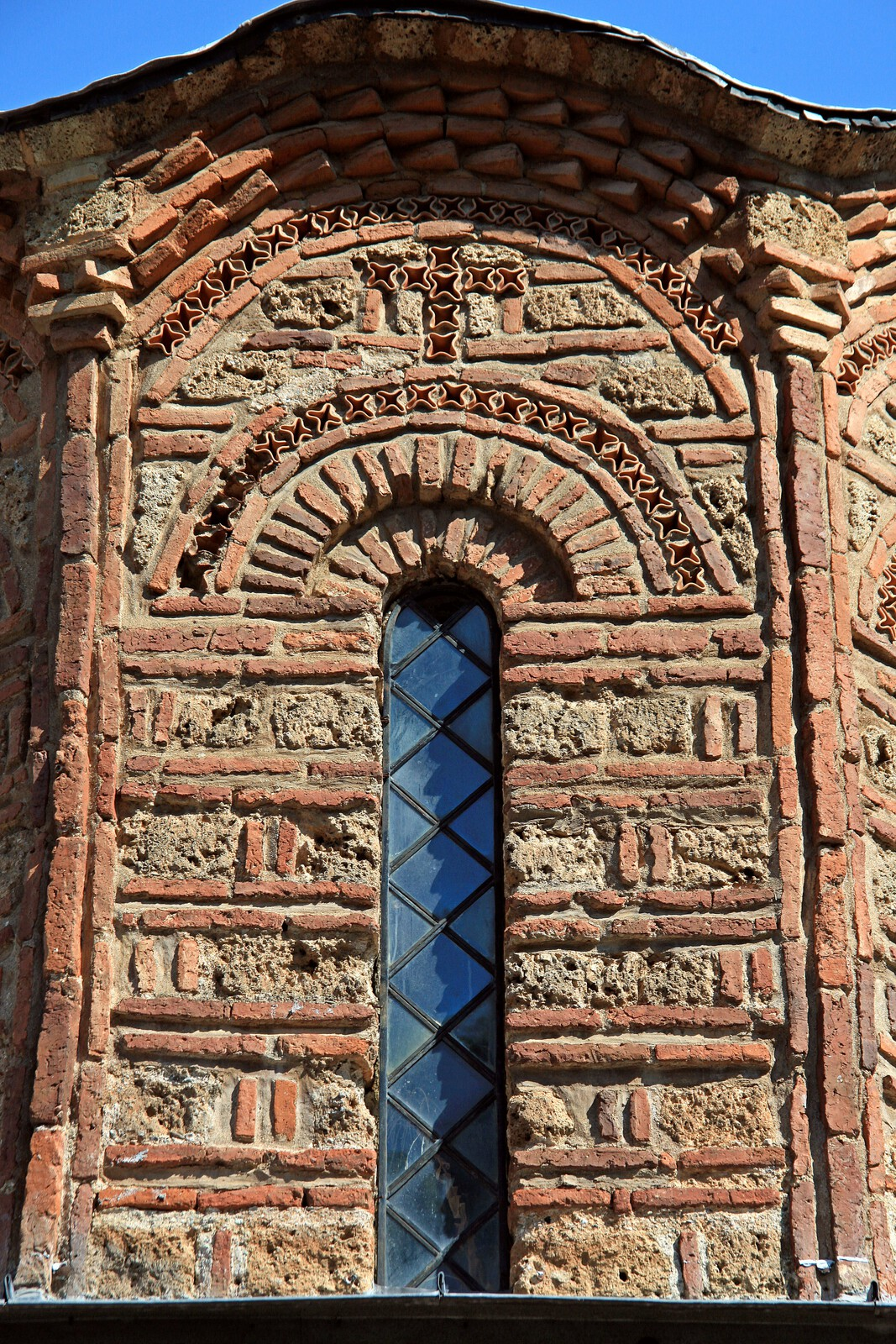
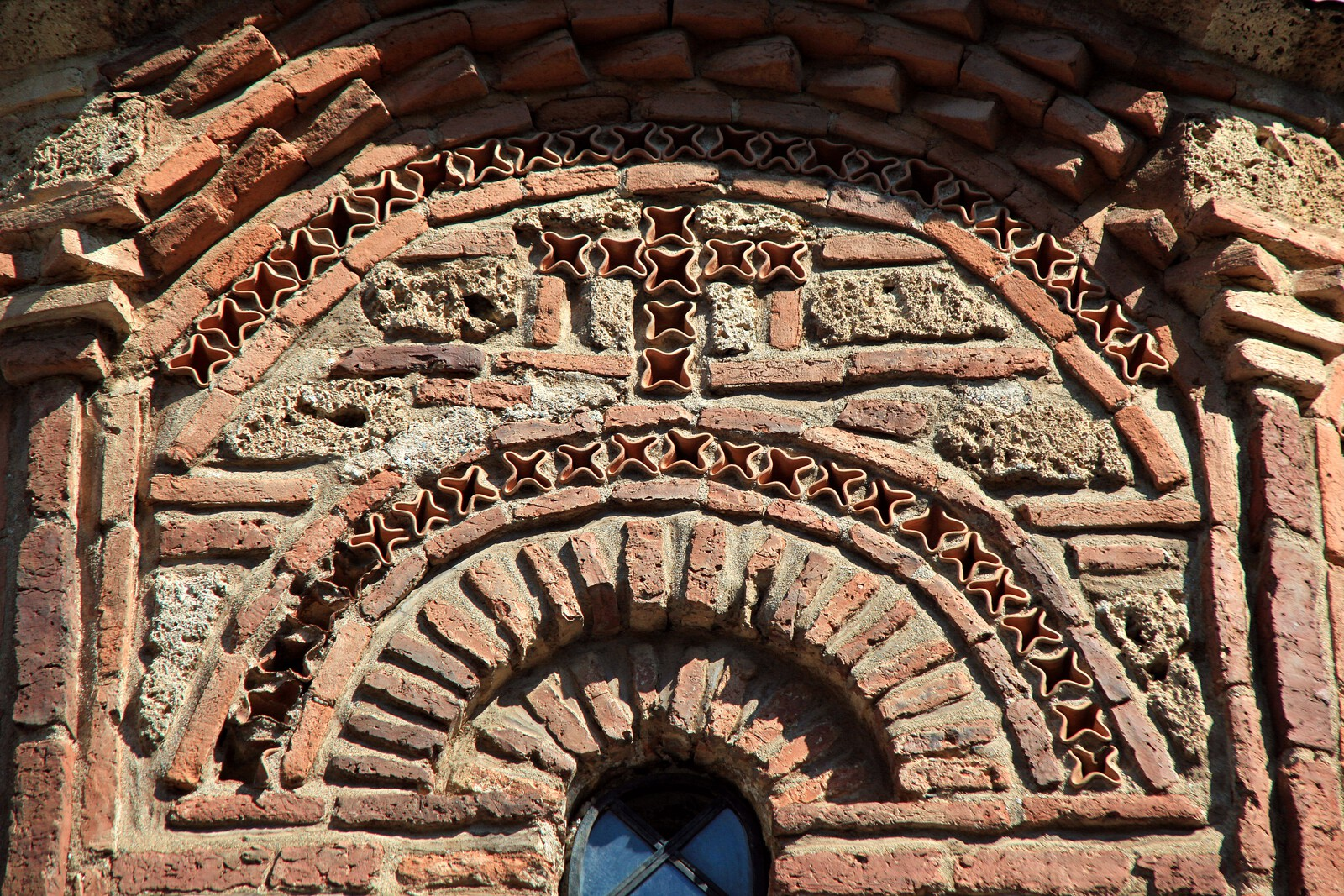
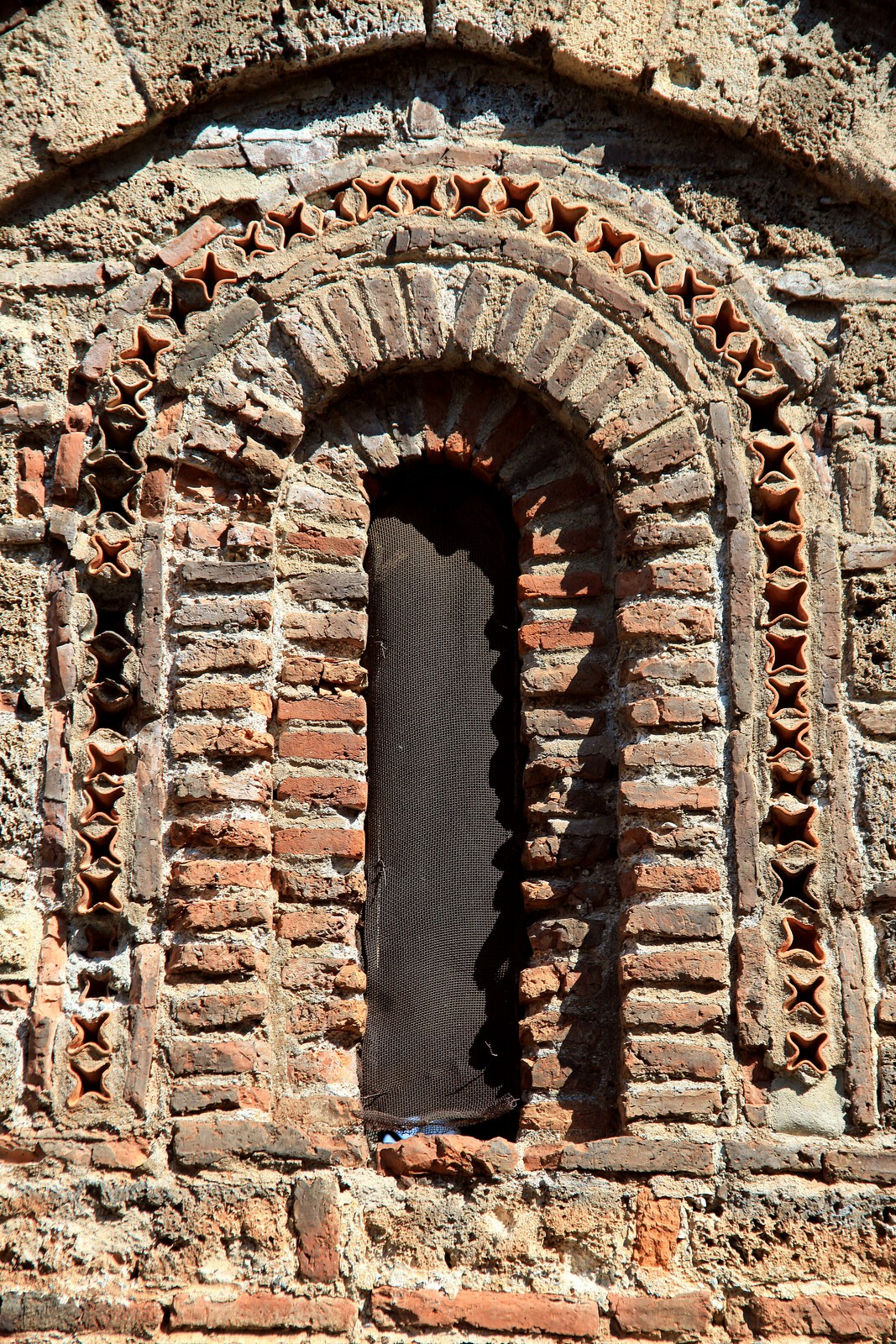
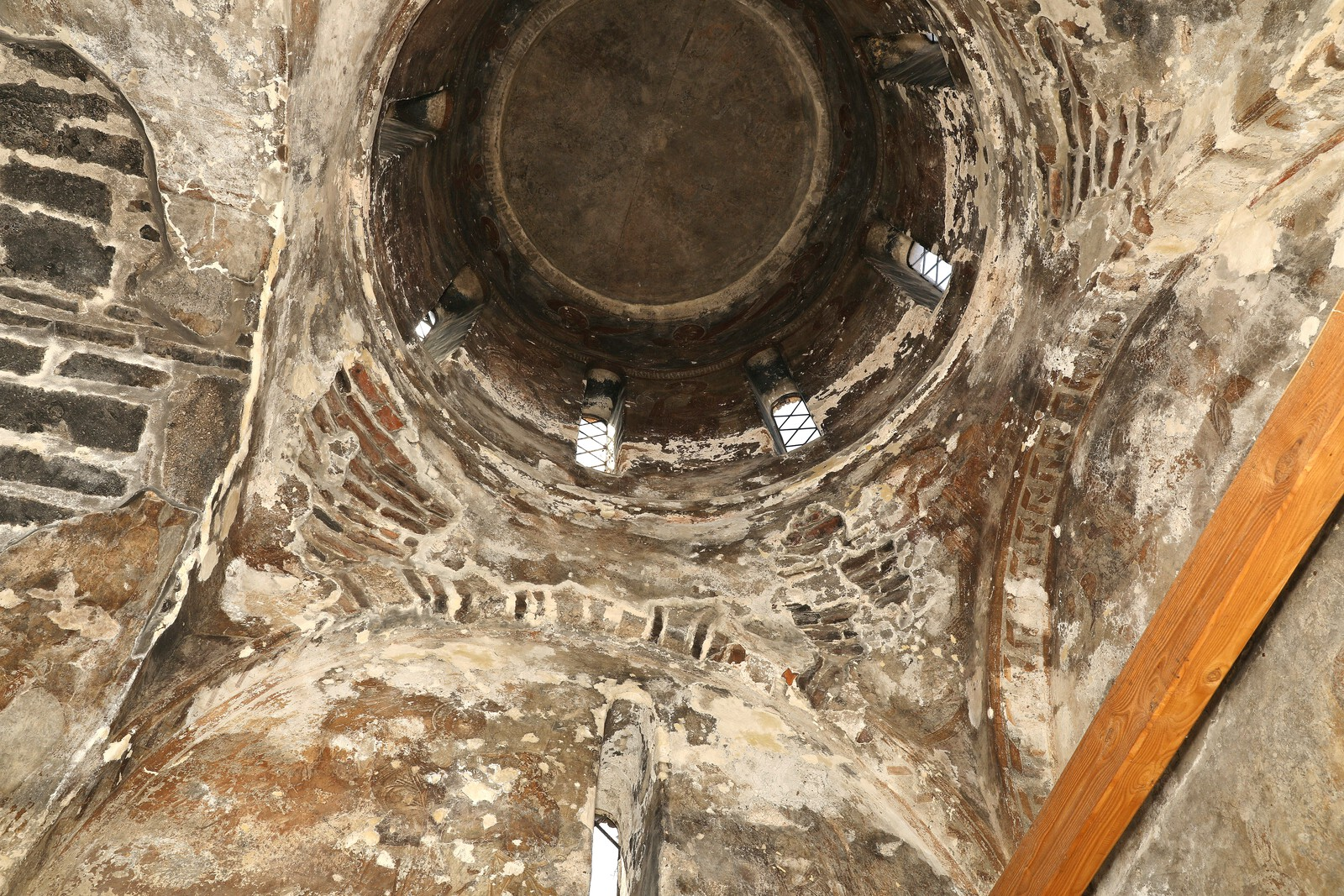
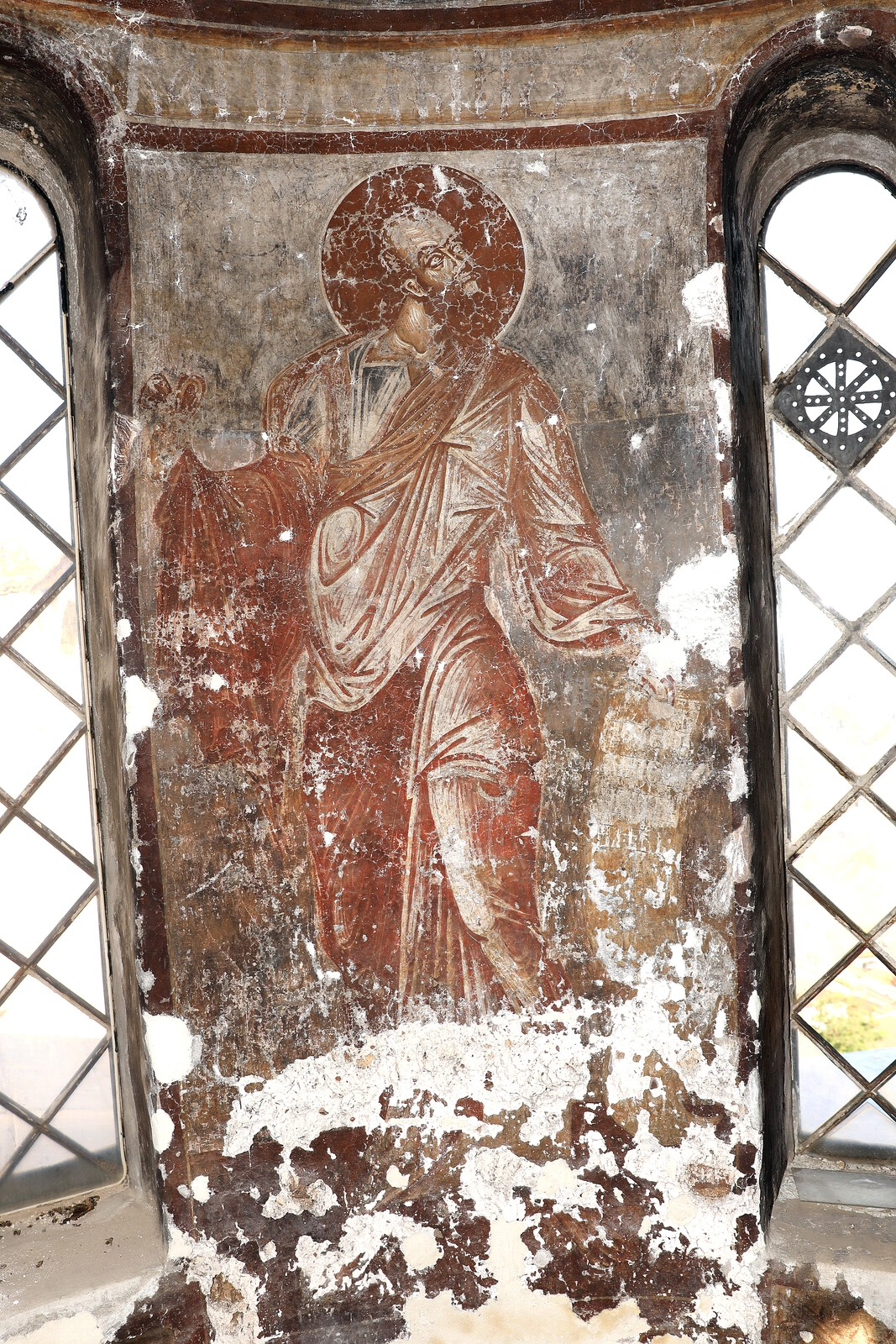
Пророк Елисей
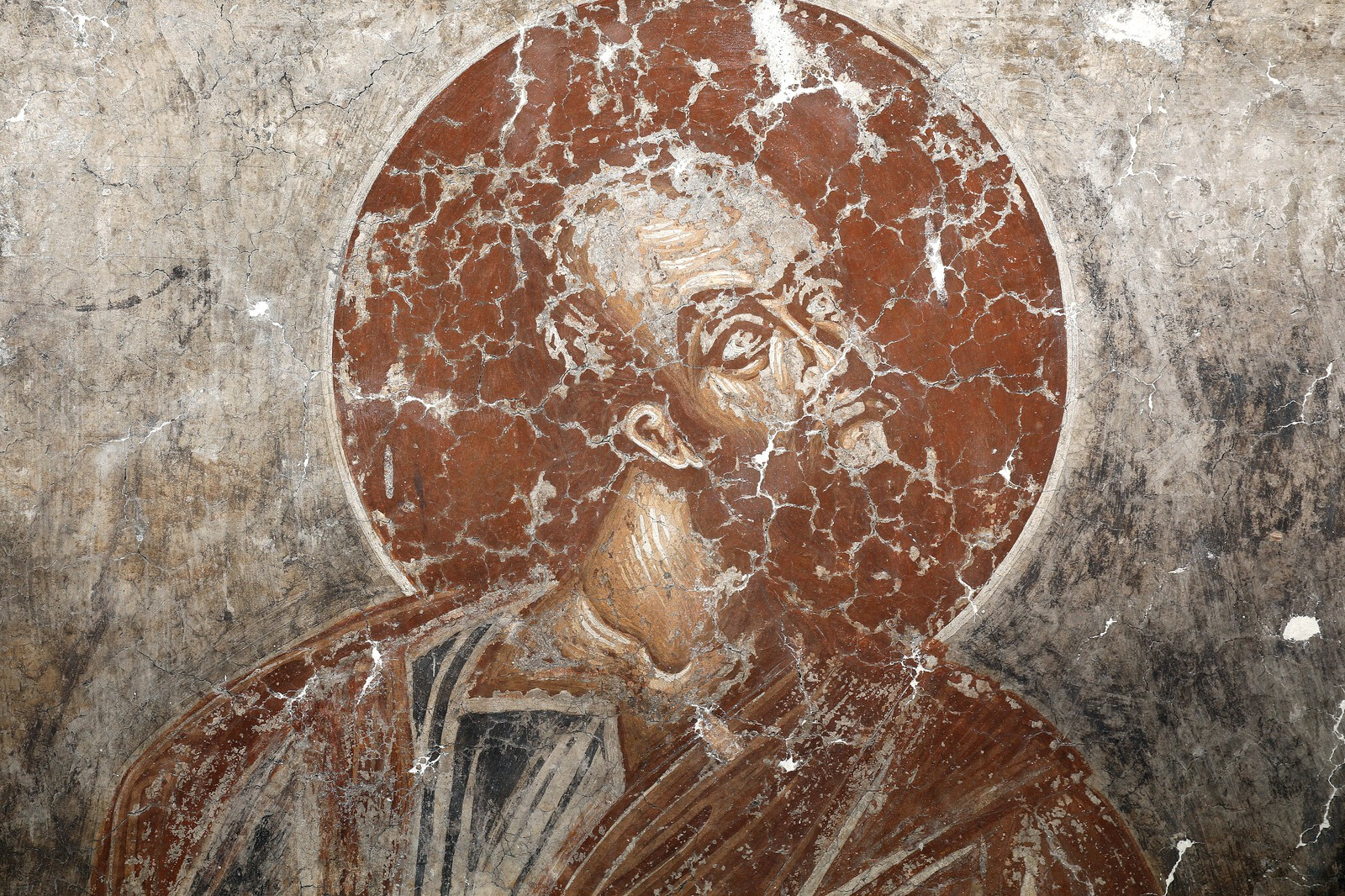
Пророк Елисей, деталь
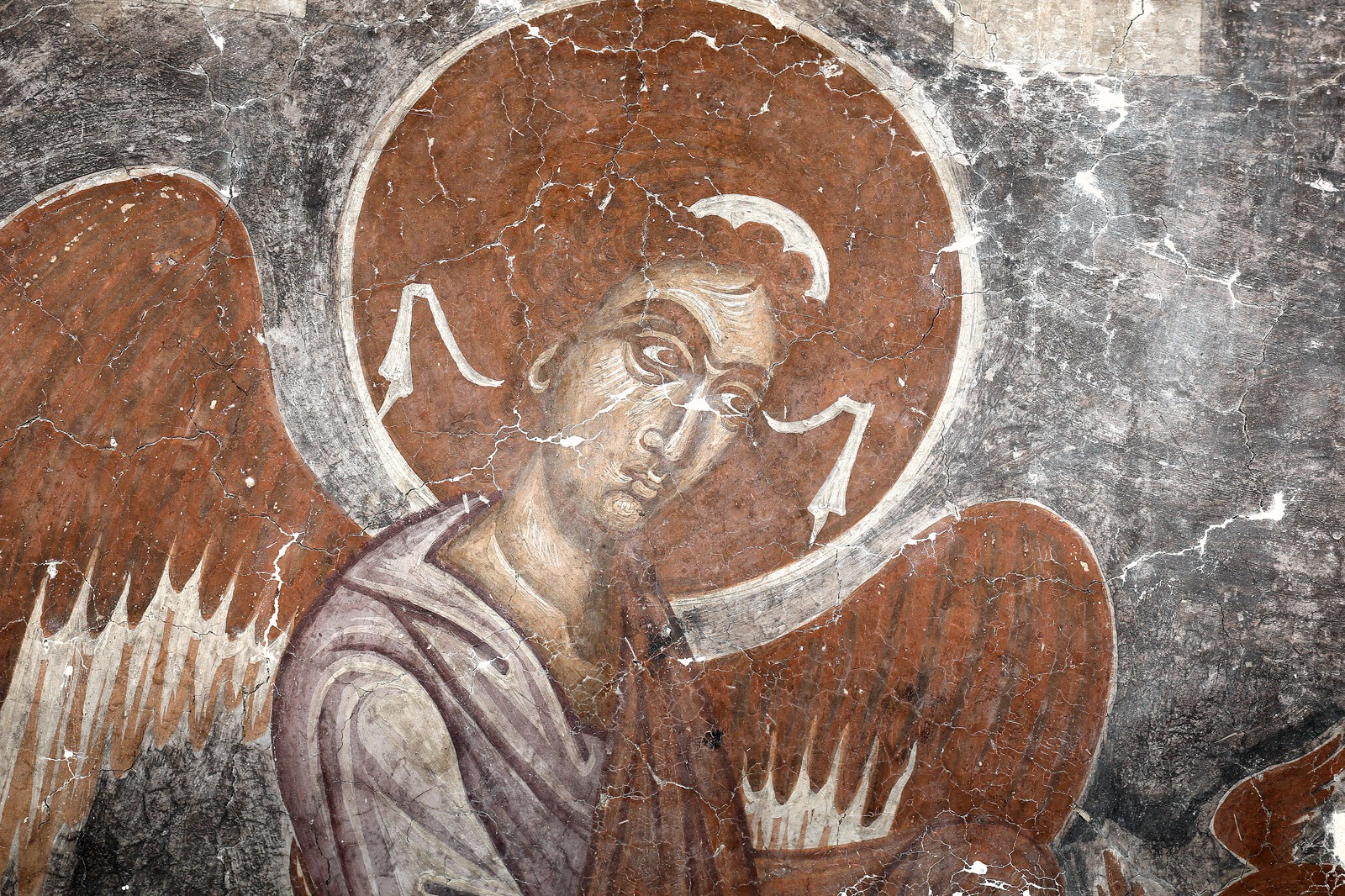
Ангел
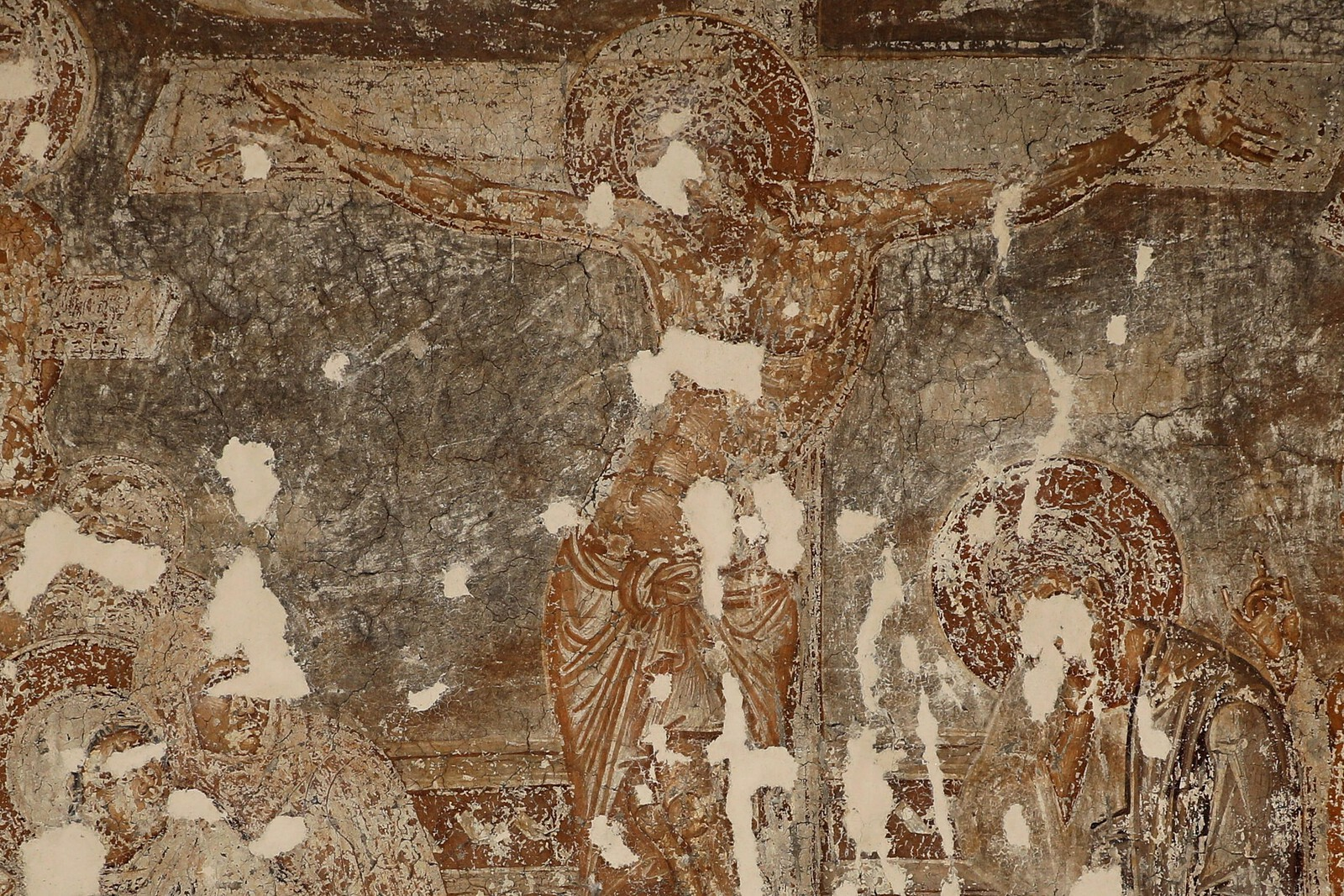
Распятие
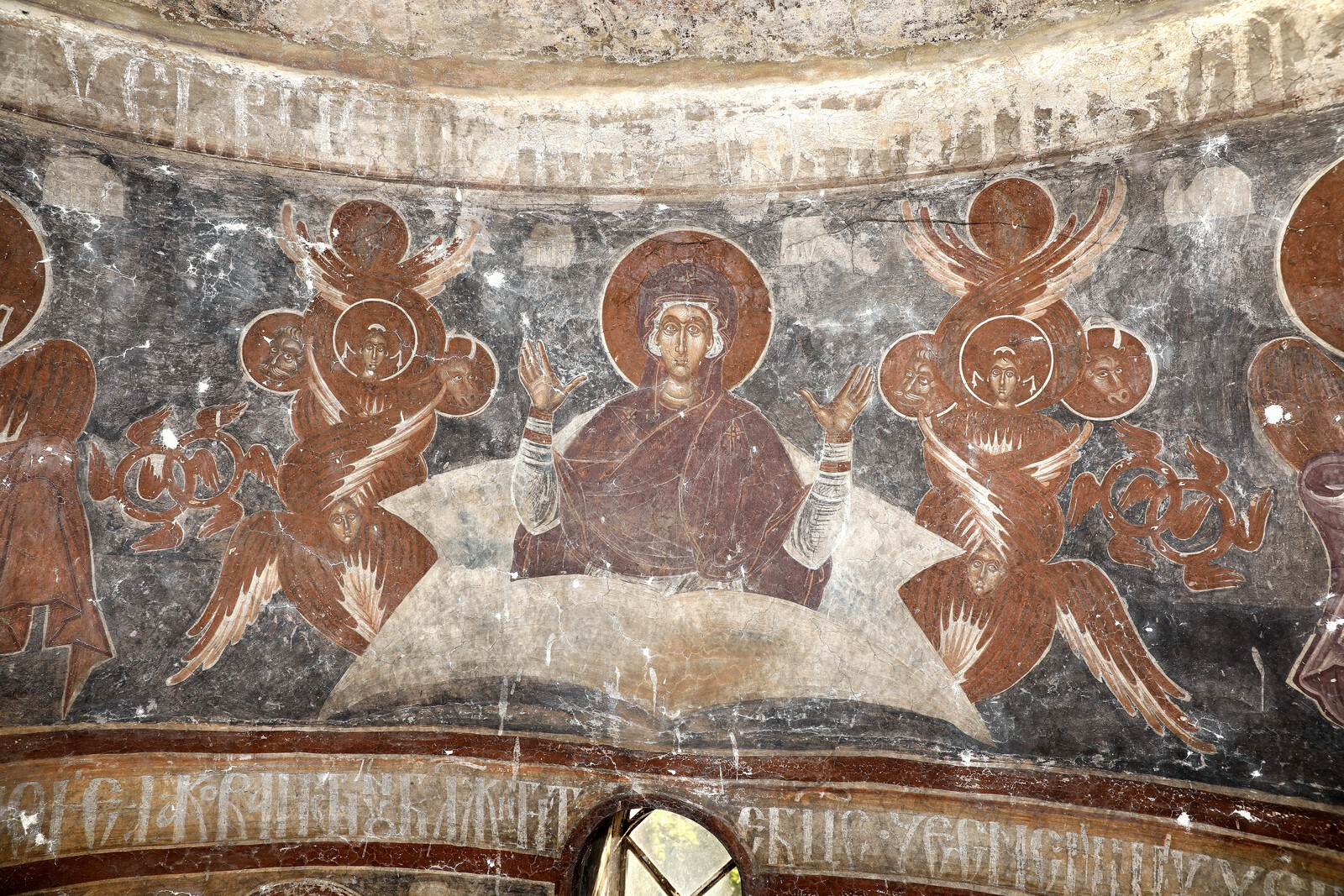
Богородица
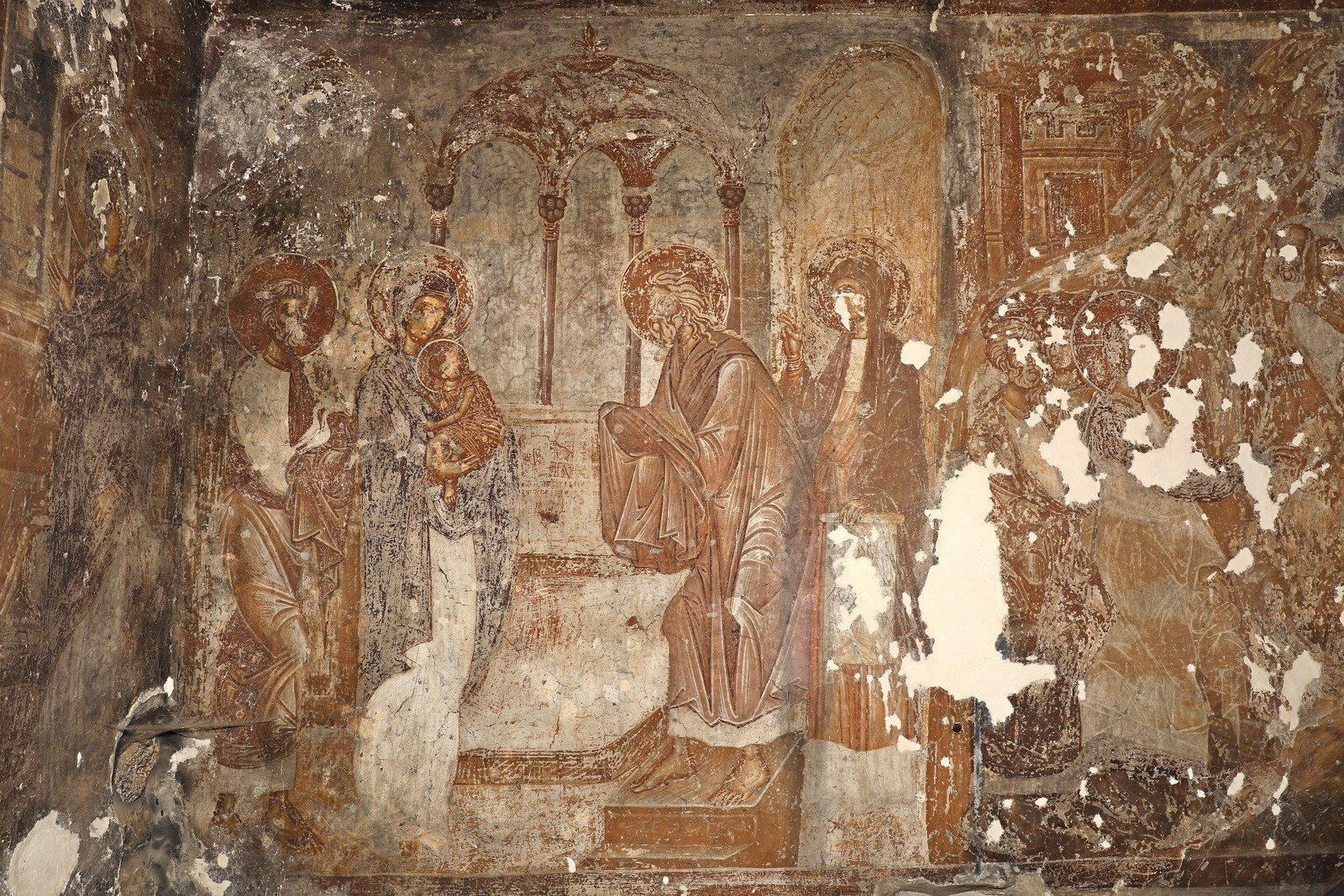
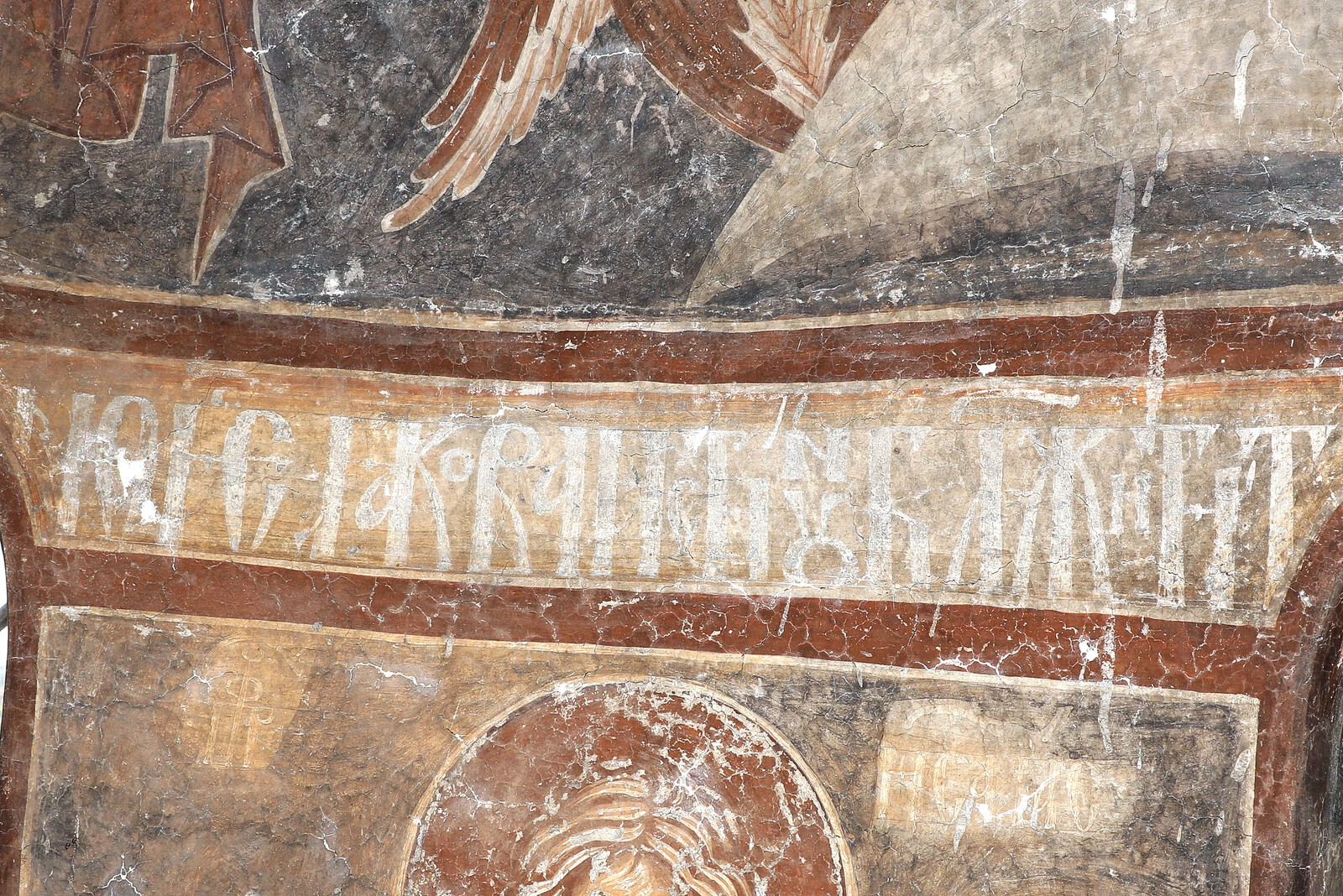
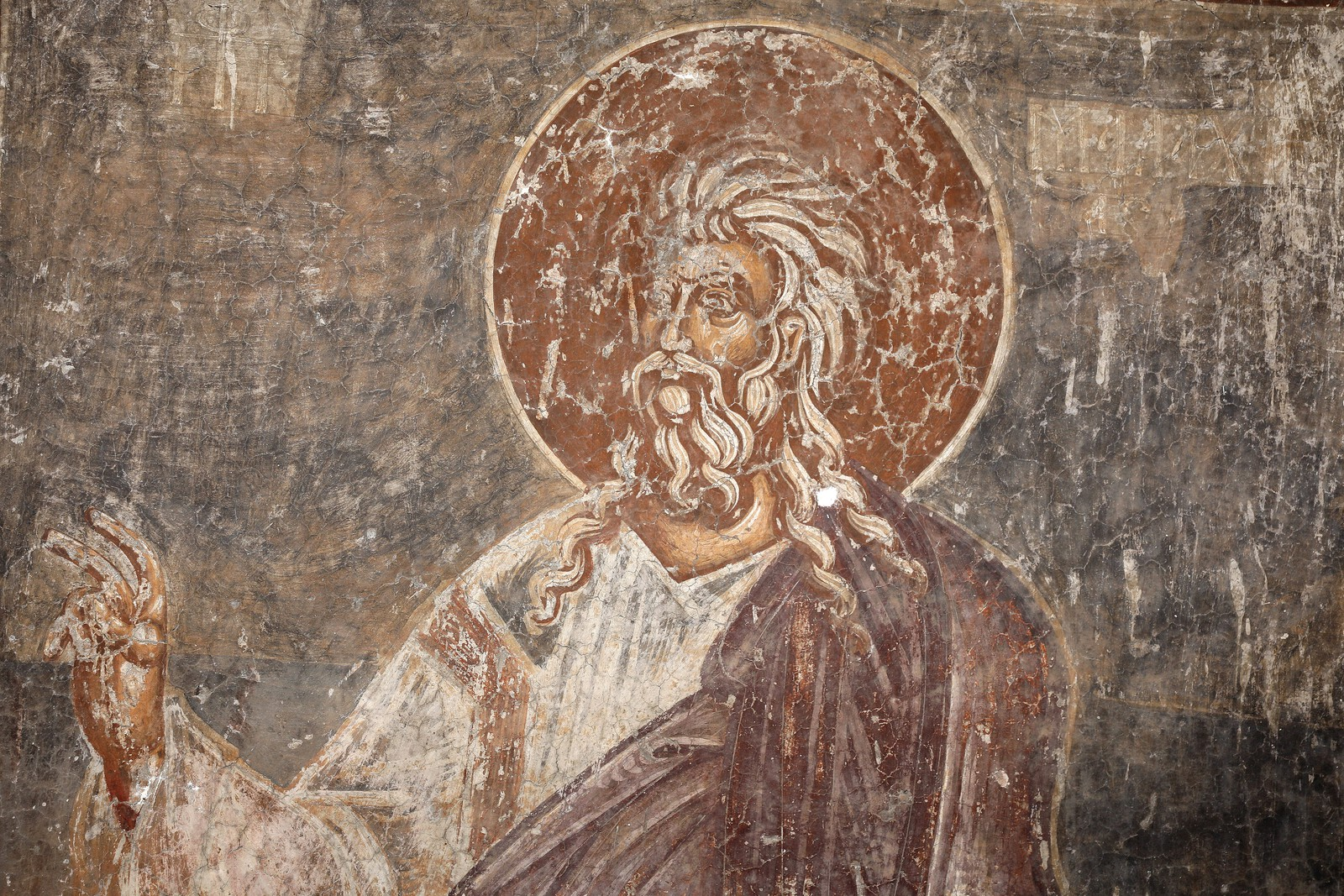
Пророк Малахия

## Внешние ссылки
- Республиканский институт по охране памятников культуры - Белград
- Список памятников
- Список разрушенных и осквернённых церквей в Косово и Метохии (Июнь-Октябрь 1999)